# Heather Menzies
Pour les articles homonymes, voir Menzies.
Heather Menzies, crédité sous son nom complet Heather Margaret Brotherston Menzies, au début de sa carrière, née le 3 décembre 1949 à Toronto, en Ontario, au (Canada), et morte le 24 décembre 2017 à Frankford, en Ontario, au (Canada), est une actrice canado-américaine.

## Biographie
Canadienne de naissance, sa famille déménage aux États-Unis lorsque Heather a onze ans. Dans les années soixante, elle est diplômée au Hollywood High School et a par la suite fréquenté l'Université du studio Falcon of the Arts dans le quartier d'Hollywood à Los Angeles. 
Menzies fait son premier film en 1965 dans la comédie musicale La Mélodie du bonheur dans le rôle de Louisa von Trapp aux côtés de Julie Andrews et de Angela Cartwright.
Dans ce film populaire, elle joue le rôle d'une jeune fille de 13 ans à la fois espiègle et rêveuse, jouant notamment des tours avec sa sœur Brigitta (Angela Cartwright) aux gouvernantes de la maison en remplissant les lits d'araignées.
En 1966, elle enchaîne par un second long métrage appelé Hawaï, un film dramatique d'après une nouvelle de l'écrivain américain James A. Michener, réalisé par George Roy Hill avec dans les premiers rôles Julie Andrews, Max von Sydow et Richard Harris.
Menzies joue dans plusieurs films et aussi dans les séries télévisées des années 70 dont les populaires Bonanza, La croisière s'amuse, L'Homme qui valait trois milliards, Vegas et surtout, en tant qu'actrice principale, dans la série de science-fiction L'Âge de cristal durant quatorze épisodes dans le rôle de Jessica 6 auprès de Gregory Harrison et Donald Moffat respectivement dans les rôles de Logan 23 et de Rem, Logan et Jessica s'évadant de la Cité des Dômes à la recherche d'un lieu extérieur appelé « le Sanctuaire » et rencontrant dans leur périple l'androïde Rem.
Elle participe à la série télévisée auprès de son compagnon Robert Urich dans Vegas en 1978.
Elle a été l'épouse de Robert Urich du 21 novembre 1975 au 16 avril 2002, date de la mort de ce dernier d'une forme rare de cancer. Dès lors, Heather Menzies crée la Robert Urich Foundation et consacre tous ses efforts au financement et à la promotion de la recherche médicale, ainsi qu'à l'aide matérielle aux patients.
Au mois de novembre 2017, les médecins découvrent qu'elle est atteinte d'une tumeur au cerveau,. Elle meurt un mois plus tard.

## Filmographie

### Cinéma
- 1965 : La Mélodie du bonheur (The Sound of Music), de Robert Wise : Louisa von Trapp
- 1966 : Hawaï (Hawaii), de George Roy Hill : Mercy Bromley
- 1968 : Adorablement vôtre (How Sweet It Is!), de Jerry Paris : Tour Girl
- 1969 : Hail, Hero!, de David Miller : Molly Adams
- 1969 : L'Ordinateur en folie (The Computer Wore Tennis Shoes), de Robert Butler : …(non crédité)
- 1972 : Red, White and Busted (Outside In), de Allen Baron et G. D. Spradlin : Chris
- 1973 : SSSSnake (Sssssss), de Bernard L. Kowalski : Kristina Stoner
- 1978 : Piranhas (Piranha), de Joe Dante : Maggie McKeown
- 1982 : Espèce en voie de disparition (Endangered Species), de Alan Rudolph : Susan

### Télévision
- 1964 : The Farmer's Daughter (série télévisée) : Nancy Beth (saison 2, épisode 15 : Like Father, Like Son)
- 1965 : The Farmer's Daughter (série télévisée) : Nancy Beth (saison 2, épisode 19 : The Nesting Instinct)
- 1965 : The Farmer's Daughter (série télévisée) : Nancy Beth (saison 3, épisode 4 : Sleeping Beauty Revisited)
- 1967 : Dragnet 1967 (série télévisée) : Edna Mae Dixon (saison 1, épisode 1 : The LSD Story)
- 1967 : Dragnet 1967 (série télévisée) : Lorean Harper (saison 2, épisode 1 : The Grenade)
- 1967 : Dragnet 1967 (série télévisée) : Ann Flynn (saison 3, épisode 11 : Narcotics: DR-16)
- 1969 : Dragnet 1967 (série télévisée) : Nora Chatterton (saison 3, épisode 18 : The Joy Riders)
- 1969 : Dragnet 1967 (série télévisée) : Lisa Bogart (saison 3, épisode 25 : Juvenile: DR-35)
- 1969 : Room 222 (série télévisée) : Une fille dans le bureau du journal (saison 1, épisode 3 : Funny Boy)
- 1969 : Docteur Marcus Welby (Marcus Welby M.D.) (série télévisée) : Margie McGurney (saison 1, épisode 12 : The Chemistry of Hope)
- 1969 : Le Grand Chaparral (Chaparral) (série télévisée) : Elizabeth Roberts (saison 3, épisode 13 : The Little Thieves)
- 1970 : To Rome with Love (série télévisée) : Andrea (saison 1, épisode 18 : Beautiful People)
- 1970 : Bonanza (série télévisée) : Martha Thornton (saison 12, épisode 8 : Thornton's Account)
- 1971 : Ah ! Quelle famille (The Smith Family) (série télévisée) : Janie Bradford (saison 1, épisode 1 : Cindy)
- 1971 : Opération danger (Alias Smith and Jones) (série télévisée) : Annabelle (saison 1, épisode 5 : The Girl in Boxcar #3)
- 1971 : Love, American Style (série télévisée) : Shari (saison 3, épisode 14 : segment Love and the Motel Mixup)
- 1972 : Man in the Middle d'Herbert Kenwith (téléfilm) : …
- 1973 : The Bob Newhart Show (série télévisée) : Debbie Borden (saison 1, épisode 19 : Not with My Sister You Don't)
- 1974 : Owen Marshall, Counselor at Law (en) (série télévisée) : Sally Waite (saison 3, épisode 19 : The Break In)
- 1974 : Doctor Dan de Jackie Cooper (téléfilm) : Joyce Morgan
- 1975 : Section 4 (S.W.A.T.) (série télévisée) : Sheri (saison 2, épisode 5 : Time Bomb)
- 1976 : James Dean de Robert Butler (téléfilm) : Jan
- 1976 : The Keegans de John Badham (téléfilm) : Brandy Keegan
- 1976 : Barnaby Jones (série télévisée) : Melinda Marks (saison 5, épisode 10 : Fraternity of Thieves)
- 1976 : L'Homme qui valait trois milliards (série télévisée) : Alison Harker (saison 4, épisode 16 : The Fires of Hell)
- 1977 : Tail Gunner Joe de Jud Taylor (téléfilm) : Logan
- 1977-1978 : L'Âge de cristal (Logan's Run) (série télévisée) : Jessica 6
- 1978 : La croisière s'amuse (The Love Boat) (série télévisée) : Cybill Hartman (saison 2, épisode 13 : El Kid/The Last Hundred Bucks/Isosceles Triangle)
- 1979 : Captain America de Rod Holcomb (téléfilm) : Dr Wendy Day
- 1979 : La croisière s'amuse (The Love Boat) (série télévisée) : … (saison 2, épisode 22 : Love Me, Love My Dog/Poor Little Rich Girl/The Decision)
- 1979 : Vegas (série télévisée) : Lisa (saison 1, épisode 18 : Everything I Touch)
- 1979 : Vegas (série télévisée) : Charlotte Henderson (saison 2, épisode 11 : The Private Eye Connection)
- 1979 : Vegas (série télévisée) : Victoria Ballinger (saison 3, épisode 19 : Seek and Destroy)
- 1982 : Gavilan (en) (série télévisée) : … (saison 3, épisode 19 : Pirates)
- 1984 : Hooker (T.J. Hooker) (série télévisée) : Dr Kincaid (saison 4, épisode 8 : A Kind of Rage)
- 1987 : Spenser (Spenser for Hire) (série télévisée) : Miss Westmore (saison 2, épisode 19 : The Road Back)
- 1990 : American Dreamer (série télévisée) : … (saison 1, épisode 12 : A Face in the Cloud)

### Scénariste
- 2005 : Truant